# Nestlé
 (transkr.  Nestle) vodeća je prehrambena kompanija na svetu, iz Švajcarske. To je najveća prehrambena kompanija na svetu, mereno prihodima i drugim metrikama, od 2014. godine. Ovo preduzeće je bilo rangirano na 64. mestu na spisku Forčun global 500 2017. godine i na 33. mestu na Forbsovom global 2000 spisku najvećih javnih preduzeća za 2016. godinu. Bez obzira na rast kompanije kroz mnogobrojne akvizicije, istraživanje i razvoj prehrambenih proizvoda i dalje su jedna od osnovnih delatnosti unutar kompanije.
Nestleovi proizvodi uključuju hranu za bebe, medicinsku hranu, flaširanu vodu, žitarice za doručak, kafu i čaj, slatkiše, mlečne proizvode, sladoled, smrznutu hranu, hranu za kućne ljubimce i zakuske. Dvadeset devet brendova kompanije Nestle ima godišnju prodaju od preko milijardu CHF (oko 1,1 milijardi dolara), uključujući Nespreso, Nes kafa, Kit Kat, Smartis, Neskvik, Stoufers, Vitel i Magi. Danas Nestle zapošljava oko 330.000 ljudi i poseduje 468 fabrika u 86 zemalja širom sveta. Ovo preduzeće je jedan od glavnih akcionara L'Oreala, najveće svetske kozmetičke kompanije.
Nestle je formirano 1905. spajanjem Anglo-švajcarske mlečne kompanije, koju su 1866. osnovala braća Džord i Čarls Pejdž, i Farin Lakti Henrija Nestlea, koju je 1866 osnovao Anri Nestle. Kompanija je značajno porasla tokom Prvog svetskog rata i ponovo nakon Drugog svetskog rata, proširivši svoju ponudu izvan svojih ranih proizvoda kondenzovanog mleka i proizvoda za novorođenčad. Kompanija je ostvarila brojne korporativne akvizicije, uključujući Crosse & Blackwell 1950., Findus 1963., Libby's  1971, Rauntri Makintoš 1988, Klim 1998, i Gerber 2007.

## Poslovanje
Nestleova korporativna načela poslovanja su osnov kulture kompanije koja se razvija već 150 godina.
Otkad je Hajnrih Nestle prvi put razvio uspešnu formulu adaptiranog mleka za odojčad, Farine Lactée, izgradili su poslovanje na temeljnom načelu da je za dugoročan uspeh deoničara neophodno da rade ne samo u skladu sa svim važećim pravnim propisima i osiguraju održivost svih aktivnosti već i da rade na stvaranju društvene vrednosti.
Iako su Nestleova korporativna načela poslovanja prvi put objavljena 1998. godine kao celovit dokument, većina njih je pojedinačno uspostavljena godinama pre toga. Načela poslovanja uspostavljena su na čvrstim temeljima, pa nastavljaju da se razvijaju i prilagođavaju svetu koji se menja.
Nestle je usvojio svih deset načela Svetskog sporazuma Ujedinjenih nacija (engl. Global Compact) ubrzo nakon njihovog donošenja, a nastavlja da ih sprovodi i danas.
Veruju u važnost kulture poštovanja lokalnih zakona, koja je potpuno ugrađena u poslovanje. Korporativna načela poslovanja i propratni dokumenti odražavaju tu obavezu i time čuvaju poverenje potrošača i drugih zainteresovanih strana u Nestleov brend.
Interna pravila ne samo da zahtevaju strogo poštovanje zakona, nego regulišu i aktivnosti, čak i u slučajevima kada je zakon fleksibilniji ili kada uopšte nema zakona koji bi se primenio. 
Poštovanje propisa u Nestleu prevazilazi puko zadovoljavanje forme. To zahteva postojana načela koja se primenjuju u svim aspektima kompanije, pružajući jasne smernice zaposlenima.
Nestleova korporativna načela poslovanja podrazumevaju sledeće:
- brigu o potrošačima sa osnovnim ciljem da uvek i svuda unapređuju kvalitet života potrošača, nudeći im ukusniji i zdraviji izbor hrane i pića, uz garanciju kvaliteta i bezbednosti proizvoda kao i odgovornu i pouzdanu komunikaciju
- brigu o ljudima gde u potpunosti podržavaju i brinu za ljudska prava te nastoje da pruže dobar primer praktične primene ljudskih i radničkih prava u svim svojim poslovnim aktivnostima, brinu o zaposlenima i osiguravaju jednake mogućnosti za njihov rast i napredovanje u bezbednom i zdravom radnom okruženju
- odgovornu saradnju sa dobavljačima i poslovnim partnerima, uz doprinos napretku poljoprivrede i razvoju ruralnih područja
- brigu o životnoj sredini kroz zaštitu iste i održivi razvoj uz odgovorno korišćenje i upravljanje vodama

## Istraživanje i razvoj
Istraživanje i razvoj predstavlja ključnu konkurentsku prednost pomoću koje je kompanija Nestle postala svetski lider prehrambene industrije u oblasti ishrane, zdravlja i zdravog života.
Nestleova mreža od ukupno 29 centara za istraživanje, tehnologiju i razvoj zajedno sa timovima za primenu istih na lokalnim tržištima, zapošljava preko 5.000 ljudi.
Nestle dalje ojačava svoju mrežu centara za istraživanje i razvoj kroz inovativna partnerstva u svakoj fazi razvoja proizvoda — od rane faze saradnje sa novoosnovanim i kompanijama koje se bave biotehnologijom, do partnerstva u kasnijoj fazi sa ključnim dobavljačima.
Povezujući sve svoje globalne resurse za istraživanje i razvoj, Nestle pruža visokokvalitetne i sigurne proizvode za potrošače širom sveta, bilo da je reč o ishrani, zdravlju, zdravom životu, ukusu, teksturi ili podobnosti.
Pored svega, Nestle pruža svojim potrošačima proizvode vrhunskog kvaliteta, koji su neosporno bezbedni za konzumaciju.
Takođe, Nestle obezbeđuje usklađenost svojih proizvoda sa zakonskom regulativom. Nestle lansira nove proizvode brzo i efikasno u zemljama širom sveta, uključujući službu za pravne poslove u sve svoje aktivnosti.
Uloga istraživača Nestlea je da potrošačima ukažu i na korisne uticaje Nestleovih proizvoda na zdravlje i zdrav život. Nestle nutricionisti širom sveta osiguravaju da se na pakovanjima kao i na svoj komunikaciju upućenoj potrošačima, jasno i u skladu sa lokalnim zakonima, prikaže nutritivna vrednost proizvoda. Nestle Centri za istraživanje i razvoj imaju dugoročnu viziju. Oni pomažu u oblikovanju budućnosti ishrane.

## Istorija
Istorija započinje 1866. godine, osnivanjem Anglo-švajcarskog kondenzovanog mleka. Hajnrih Nestle razvija prodornu hranu za decu 1867. godine, a 1905. godine osnovao je kompaniju Anglo-Svis, kako bi formirala ono što je sada poznato kao Nestle grupa.
1866
Američka braća Čarls i Džordž Pejdž pomažu u uspostavljanju Anglo-švajcarskog kondenzovanog mleka, primjenjuju znanje stečeno u svojoj domovini da bi se osnovao prvi proizvodni pogon u Evropi za kondenzovano mleko u Šamu. Počeli su snabdevanje industrijskih gradova u Evropi sa proizvodom pod brendom Milkmejd, plasirajući ga kao sigurno dugogodišnju alternativu svežem mleku.
1867
Osnivač Nestlea, farmaceut Nestle iz Nemačke, pokreće Farine Lactée („brašno s mlekom”) u Veveu, Švajcarska. Kombinuje kravlje mleko, pšenično brašno i šećer, a Nestle ga razvija za konzumaciju dojenčadi koja se ne mogu dojiti, kako bi se suočili sa visokom stopom smrtnosti. Oko ovog vremena on počinje da koristi sada ikonični logo „Nest”.
1875
Sporazumom koji je potpisao Nestle prodaje se kompanija i fabriku u Veveu. Zapošljavaju se hemičari i kvalifikovani radnici kako bi povećali proizvodnju i prodaju.
1878
Žestoka konkurencija se razvija između kompanije Nestle i Anglo-Svis, kada su obe kompanije počele da prodaju suprotne verzije originalnih proizvoda drugih: kondenzovano mleko i žitarice za decu. Obe firme šire prodaju i proizvodnju u inostranstvu.
1882—1902
Godine 1882. Anglo-švajcarska proširuje se u SAD, ali smrt Džordža Pejdža frustrira svakoga po pitanju planova. Godine 1902. godine prodaje svoje operacije u Sjedinjenim Državama, što otvara put za eventualno spajanje sa kompanijom Nestle.
1904
Nestle počinje da prodaje čokoladu po prvi put kada preuzima izvoz za Peter i Kohler. Sam Nestle igra glavnu ulogu u razvoju mlečne čokolade iz 1875. godine, kada isporučuje kondenzovano mleko za svog suseda iz Vevea, Danijela Petera, koji ga koristi za razvijanje prvog takvog komercijalnog proizvoda 1880-ih godina.

## Evolucija logoa
Nestle je bio jedan od prvih švajcarskih proizvođača koji su napravili brend pomoću logotipa.
Originalni zaštitni znak Nestlea zasnivao se na grbu njegove porodice, u kojoj se nalazila jedna ptica koja je sedela u gnezdu. Ovo je upućivanje na prezime, koje znači „gnezdo” na nemačkom.
Nestle je prilagodio grb tako što je dodao tri mlade ptice koje hrani majka, kako bi se stvorila vizuelna veza između njegovog imena i proizvoda malih žitarica njegove kompanije. Počeo je da koristi sliku kao zaštitni znak 1868. godine.
Danas poznati ptičji logotip gnezda i dalje se koristi u Nestle proizvodima širom sveta, u izmenjenoj formi.

## Spoljašnje veze
- Dokumenti i isečci o preduzeću  Nestlé u Novinskim arhivama 20. veka Nemačke nacionalne biblioteke ekonomije (ZBW)